# Vnitromolekulární reakce
Vnitromolekulární reakce je chemická reakce, která probíhá uvnitř jedné molekuly.

## Příklady
- vnitromolekulární přesun hydridu (přesun hydridového iontu z jedné části molekuly na jinou)
- vnitromolekulární tvorba vodíkové vazby (vznik vodíkové vazby mezi různými funkčními skupinami téže molekuly
- cyklizace ω-halogenovaných alkylaminů a alkoholů za vzniku nasycených dusíkatých či kyslíkatých heterocyklů (vnitromolekulární SN2 reakce

Při organických vnitromolekulárních reakcích vytváří reakce dvou skupin ve stejné molekule vysokou efektivní koncentraci, což vede k vysokým reakčním rychlostem, díky čemuž je často možné provést i takové vnitromolekulární reakce, jejichž mezimolekulární obdoby neprobíhají.
Příklady vnitromolekulárních reakcí jsou Smilesův přesmyk, Dieckmannova kondenzace a Madelungova syntéza indolů.

## Relativní rychlosti
Vnitromolekulární reakce jsou, obzvláště pokud jimi vznikají pětičlenné nebo šestičlenné cykly, rychlejší než příslušné mezimolekulární reakce. Důvodem je především menší úbytek entropie při vzniku meziproduktu a menší úhlové napětí. Při cyklizacích obvykle platí, že při vzniku produktu s n atomy v cyklu klesají rychlosti reakcí v řadě k5 > k6 > k3 > k7 > k4. Níže jsou zobrazeny relativní rychlosti cyklizací ω-bromalkylaminů na řetězcs n atomy:
| n | krel  | n  | krel              | n  | krel     |
| - | ----- | -- | ----------------- | -- | -------- |
| 3 | 0,1   | 6  | 1,7               | 12 | 0,000 01 |
| 4 | 0,002 | 7  | 0,03              | 14 | 0,000 3  |
| 5 | 100   | 10 | 0,000 000&nbso;01 | 15 | 0,0003   |

U malých cyklů (tříčlenných a čtyřčlenných) je nízká rychlost reakce způsobena úhlovým napětím u meziproduktu. I když je toto napětí u tříčlenných cyklů větší než u čtyřčlenných, tak se aziridiny tvoří rychleji než azetidiny, protože v tříčlenném cyklu je menší vzdálenost mezi nukleofilem a odcházející skupinou, která zvyšuje pravděpodobnost, že se budou nacházet v konformaci, při které mohou reagovat. Podobně je ovlivněna i relativní reaktivita při vzniku pěti-, šest- a sedmičlenných cyklů. K tvorbě cyklických molekul s osmi až třinácti atomy téměř nedochází kvůli vysokému poklesu entropie a vlivům transanulárního napětí, které vzniká sterickými interakcemi mezi atomy v cyklu. U tvorby cyklů se 14 nebo více atomy je kvůli velké vzdálenosti nukleofilu a odcházející skupiny pravděpodobnější mezimolekulární reakce.